# Roger de Oliveira Bernardo
Roger de Oliveira Bernardo (* 10. August 1985 in Rio Claro), kurz Roger, ist ein brasilianischer Fußballspieler, der bei Atlético Mineiro unter Vertrag steht.

## Karriere
In seiner Kindheit spielte er beim brasilianischen Zweitligisten União São João EC, wo er auch seine ersten Profischritte machte.
Im Alter von 18 Jahren wechselte er aus Brasilien nach Deutschland, zum damaligen Zweitligisten Arminia Bielefeld. Doch er konnte sich in der Liga nicht durchsetzen und transferierte schon nach einem halben Jahr zurück zu União São João EC. Aufgrund besserer Leistungen als in Europa wechselte er kurz darauf zum brasilianischen Erstligisten Palmeiras São Paulo.
Nach zwei Jahren bei Palmeiras verpflichtete ihn AA Ponte Preta, wo er jedoch nur einen Monat blieb. Er wechselte bis zum Ende der Saison zu EC Juventude. In der nächsten Saison spielte er bei Figueirense FC. Im Sommer 2009 wagte er abermals den Schritt nach Europa und wechselte zum deutschen Zweitligisten Energie Cottbus, wo er einen Vierjahresvertrag unterschrieb. Dort wurde ihm der Durchbruch durch zwei langen Verletzungsmiseren verwehrt. Mit Beginn der neuen Zweitliga-Saison konnte Roger seine Verletzungsprobleme endlich hinter sich lassen und wurde unter Claus-Dieter Wollitz zum Stammspieler. Sein erstes Tor im deutschen Profifußball gelang Roger am 4. Februar 2011 beim 3:3 gegen Alemannia Aachen, welches den zwischenzeitlichen 2:2-Ausgleich darstellte. Unter Wollitz’ Nachfolger Rudi Bommer verlor Roger seinen Stammplatz und wurde zu Beginn der Saison 2012/13 lediglich für vier Minuten eingewechselt. Nach dem dritten Spieltag wechselte Roger innerhalb der Liga zum FC Ingolstadt 04. Dort erhielt er einen Vertrag bis 2015. Nachdem er erstmals mit der Mannschaft in die Bundesliga aufgestiegen war, debütierte er am 15. August 2015 (1. Spieltag) beim 1:0-Erfolg im Auswärtsspiel gegen den 1. FSV Mainz 05 in dieser Spielklasse von Beginn an. Beim 1:1-Unentschieden gegen die TSG 1899 Hoffenheim am 15. Spieltag dieser Saison erzielte Roger sein erstes Bundesligator per direktem Freistoß.
Roger kündigte an, dass er nach der Saison 2016/17 in sein Heimatland Brasilien zurückkehren möchte. Dabei wechselt er zum Verein Atlético Mineiro aus Belo Horizonte.

## Erfolge
- Zweitligameister 2015 und  Aufstieg in die Bundesliga 2015/16 (mit dem FC Ingolstadt 04)